# Agnieszka Ziomek
Agnieszka Ziomek – polska ekonomistka, dr hab. nauk ekonomicznych, profesor uczelni Instytutu Ekonomii Uniwersytetu Ekonomicznego w Poznaniu.

## Życiorys
14 listopada 2003 obroniła pracę doktorską Badanie związku między zmianami bezrobocia a produktu krajowego w Polsce oraz wybranych krajach UE i USA, 9 stycznia 2015 habilitowała się na podstawie pracy zatytułowanej Społeczno-ekonomiczne determinanty zatrudnienia w ujęciu lokalnym. Została zatrudniona na stanowisku profesora nadzwyczajnego w Instytucie Ekonomii i Turystyki Państwowej Wyższej Szkole Zawodowej im. Jana Amosa Komeńskiego w Lesznie oraz w Katedrze Polityki Gospodarczej i Samorządowej na Wydziale Ekonomii Uniwersytetu Ekonomicznego w Poznaniu.
Jest profesorem uczelni w Instytucie Ekonomii na Uniwersytecie Ekonomicznym w Poznaniu.
Była kierownikiem w Katedrze Polityki Gospodarczej i Samorządowej na Wydziale Ekonomii Uniwersytetu Ekonomicznego w Poznaniu.